# لیگ آیوی عمومی

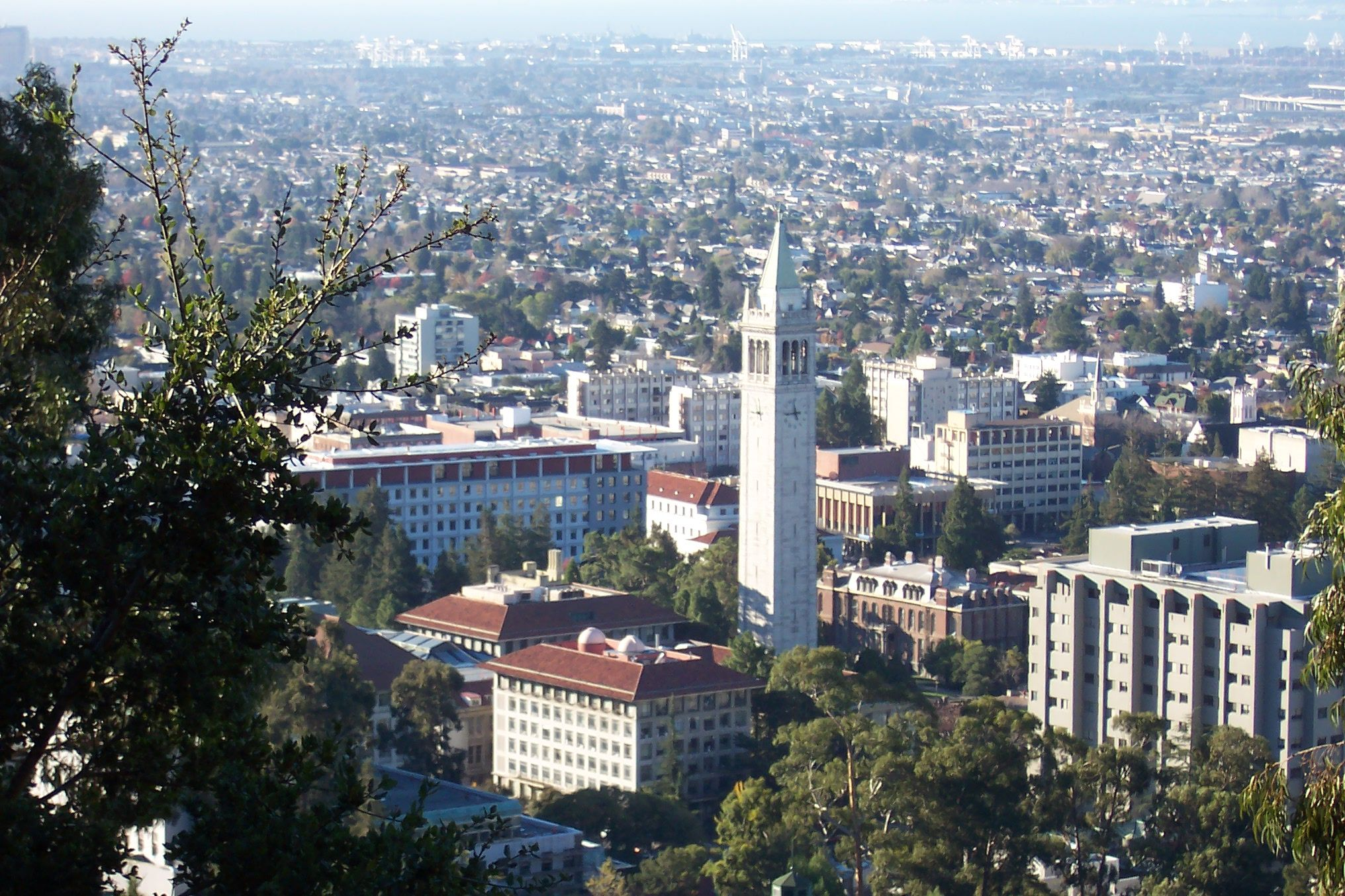
کیفیت دانشگاه‌های آیوی عمومی در زمره بهترین‌های آمریکا و قابل قیاس با آیوی لیگ می‌باشد. دانشگاه برکلی به‌طور مثال از اعضای لیگ آیوی عمومی است.

لیگ آیوی عمومی (به انگلیسی: Public Ivies) به گروهی از دانشگاه‌های آمریکا گویند که سعی در ارائه کیفیت در سطح آیوی لیگ اما با قیمت دولتی و قابل دسترس برای عموم دارند. برخلاف تمامی اعضای آیوی لیگ که موسسات خصوصی با سرمایه‌ و شهریه‌های زیاد می باشند، دانشگاه‌های لیگ آیوی عمومی، تمام دولتی هستند.
این لیگ در لیست اولیه خود در سال ۱۹۸۵ متشکل از ۸ دانشگاه دولتی در ایالات متحده بود. امروزه این تعداد را متجاوز از ۳۰ دانشگاه می‌دانند.
در قیاس این دانشگاه‌ها با آیوی لیگ باید گفت که در سال‌های اخیر بسیاری از صاحب نظران و کارشناسان بر این باورند که اعتبار اعضای آیوی لیگ کمی اغراق‌آمیز گشته، با این حال تمامی ۸ دانشگاه خصوصی در آیوی لیگ دارای رتبهٔ بالاتری از دانشگاه‌های لیگ آیوی عمومی هستند.

## اعضای لیگ آیوی عمومی

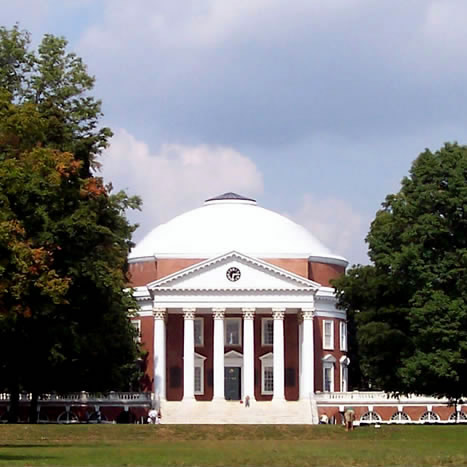
دانشگاه ویرجینیا University of Virginia
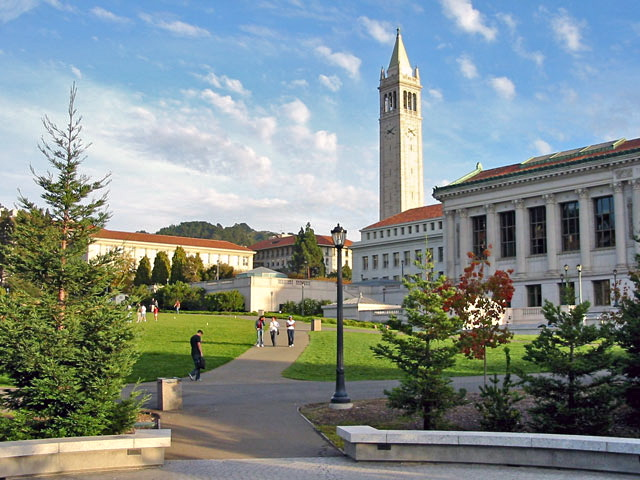
دانشگاه یو سی برکلی UC Berkeley
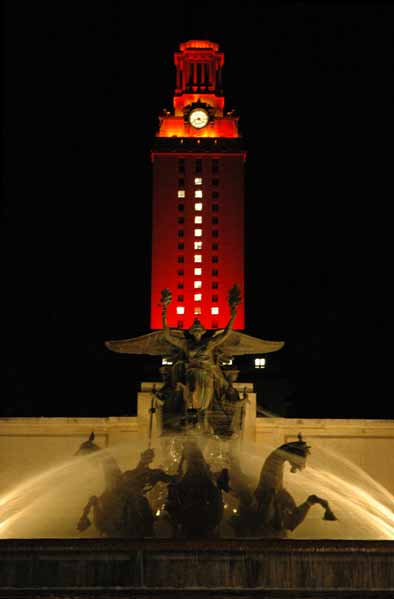
دانشگاه تگزاس در آستین UT Austin
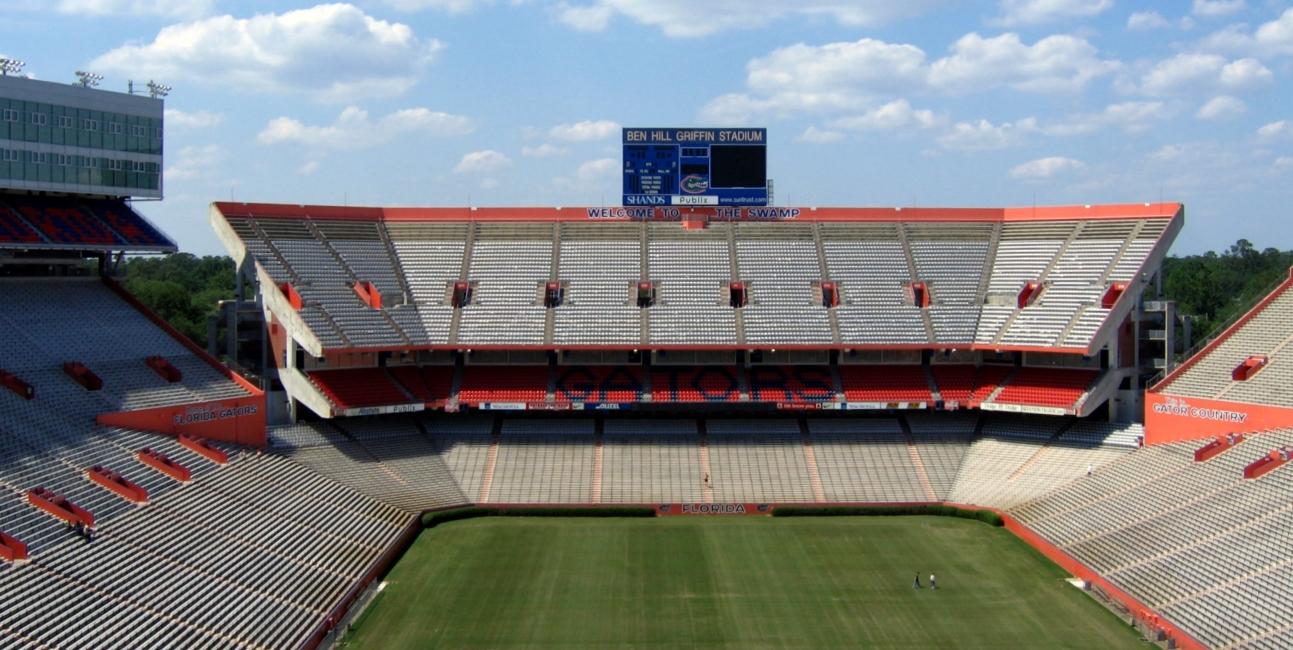
دانشگاه فلوریدا University of Florida
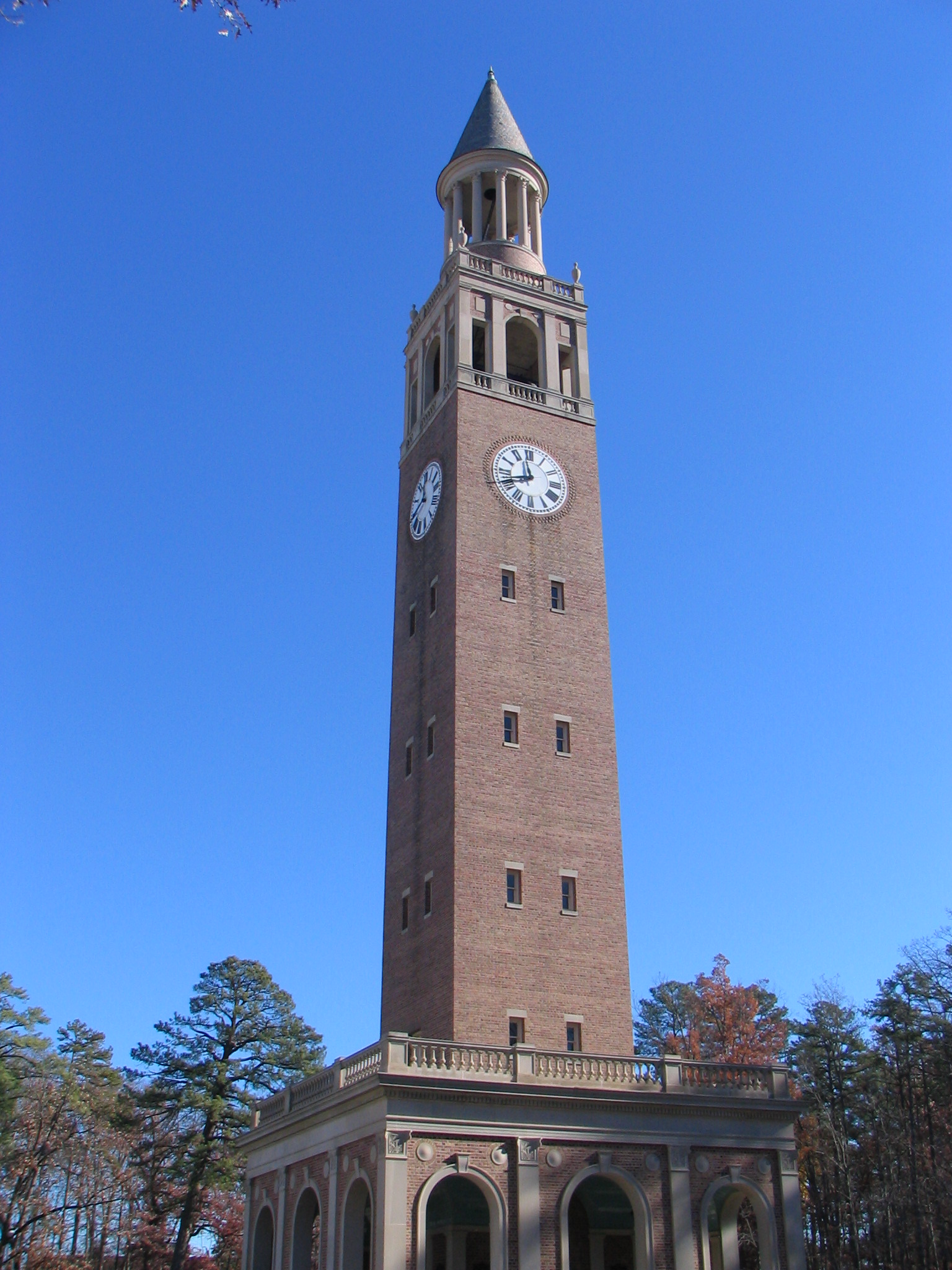
دانشگاه کارولینای شمالی در چپل هیل University of North Carolina Chapel Hill
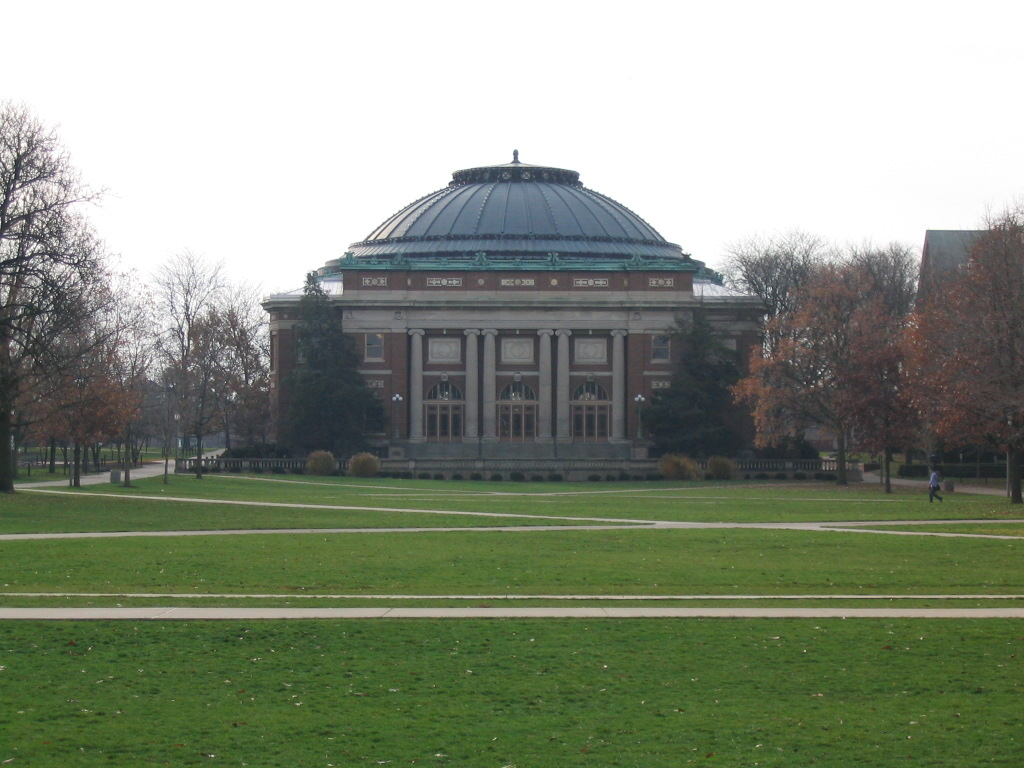
دانشگاه ایلینوی اربانا-شمپین University of Illinois Urbana Champaign
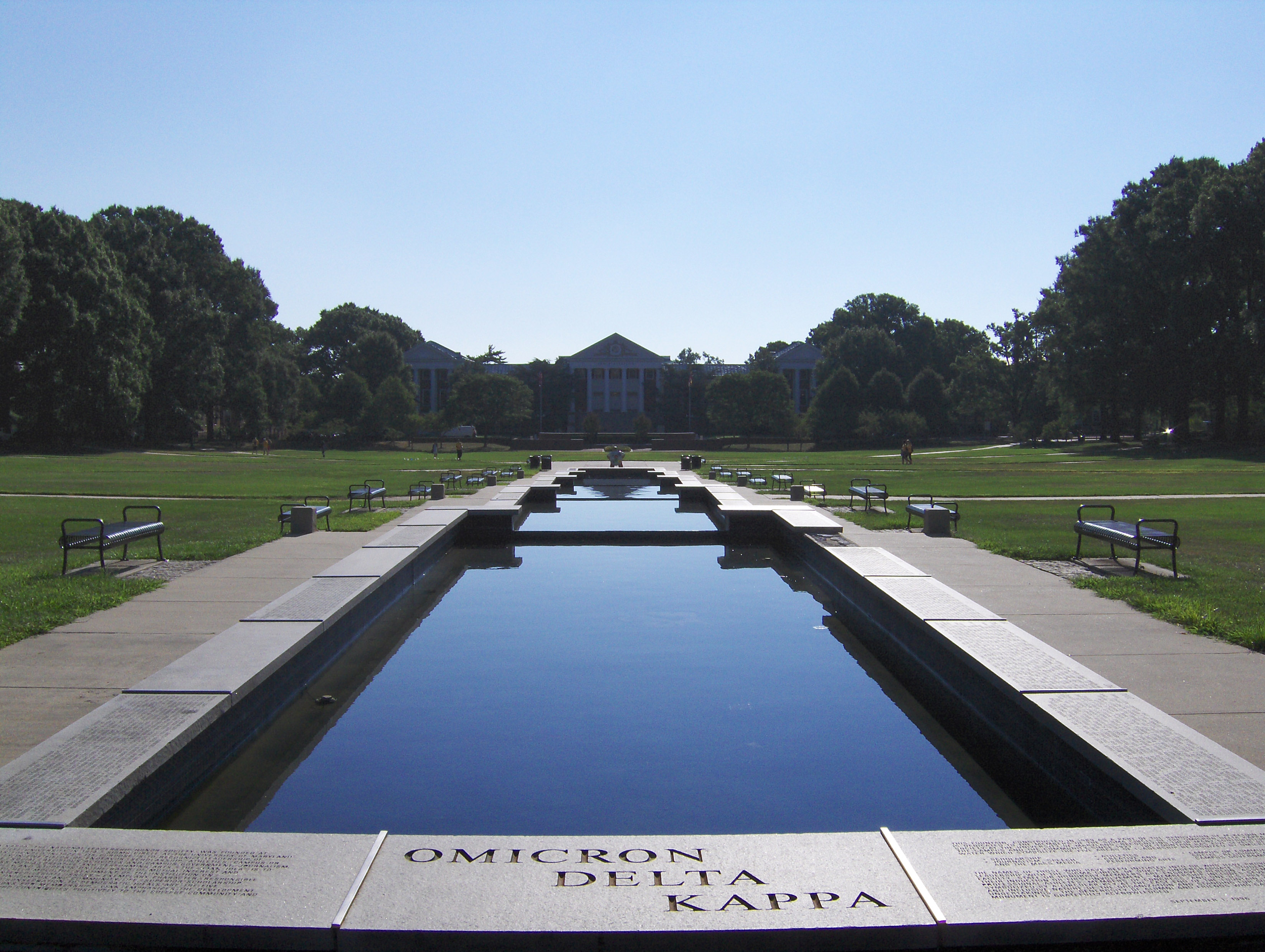
دانشگاه مریلند University of Maryland College Park
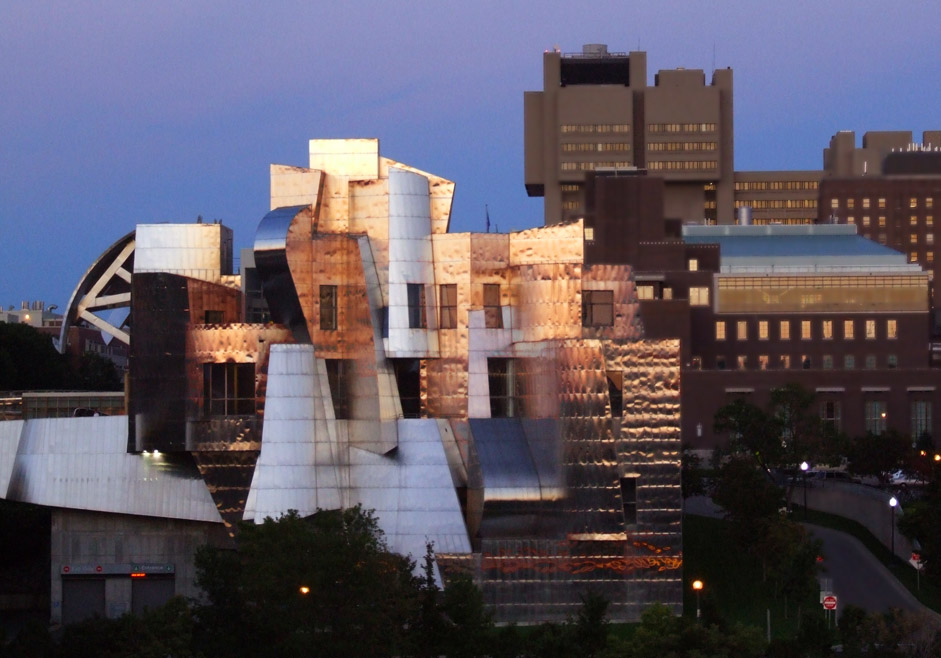
دانشگاه مینه‌سوتا University of Minnesota
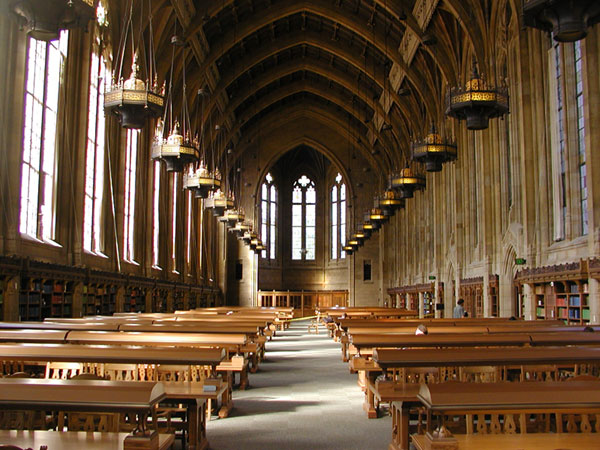
دانشگاه واشینگتن University of Washington
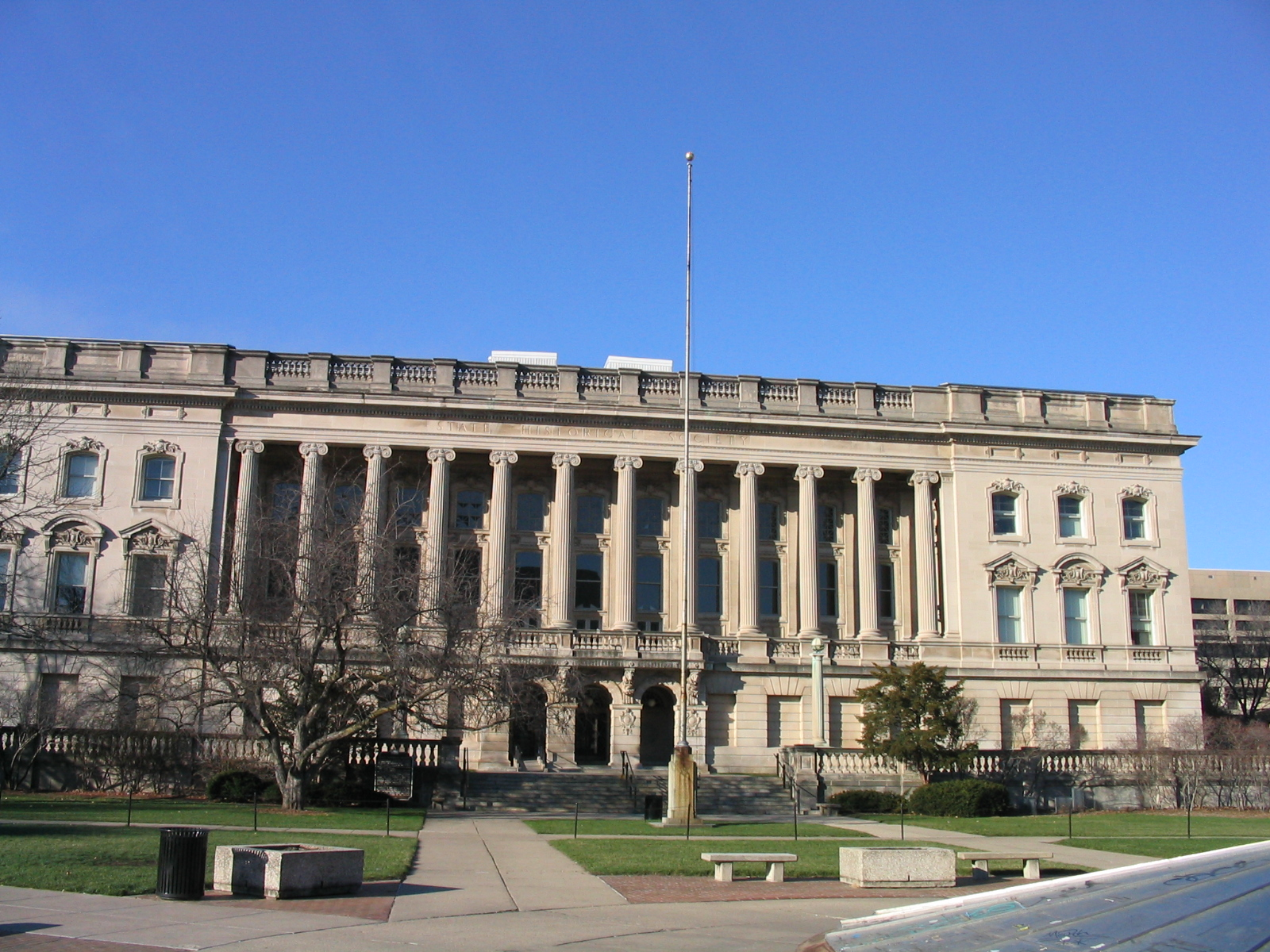
دانشگاه ویسکانسین-مدیسن University of Wisconsin
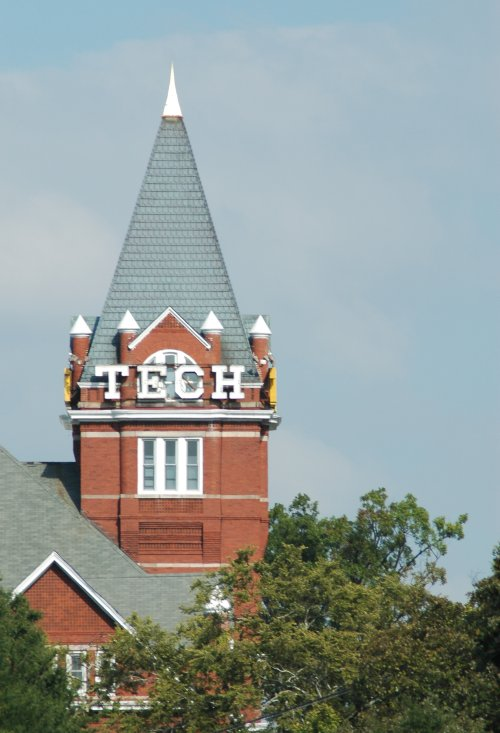
دانشگاه جورجیا تک Georgia Institute of Technology
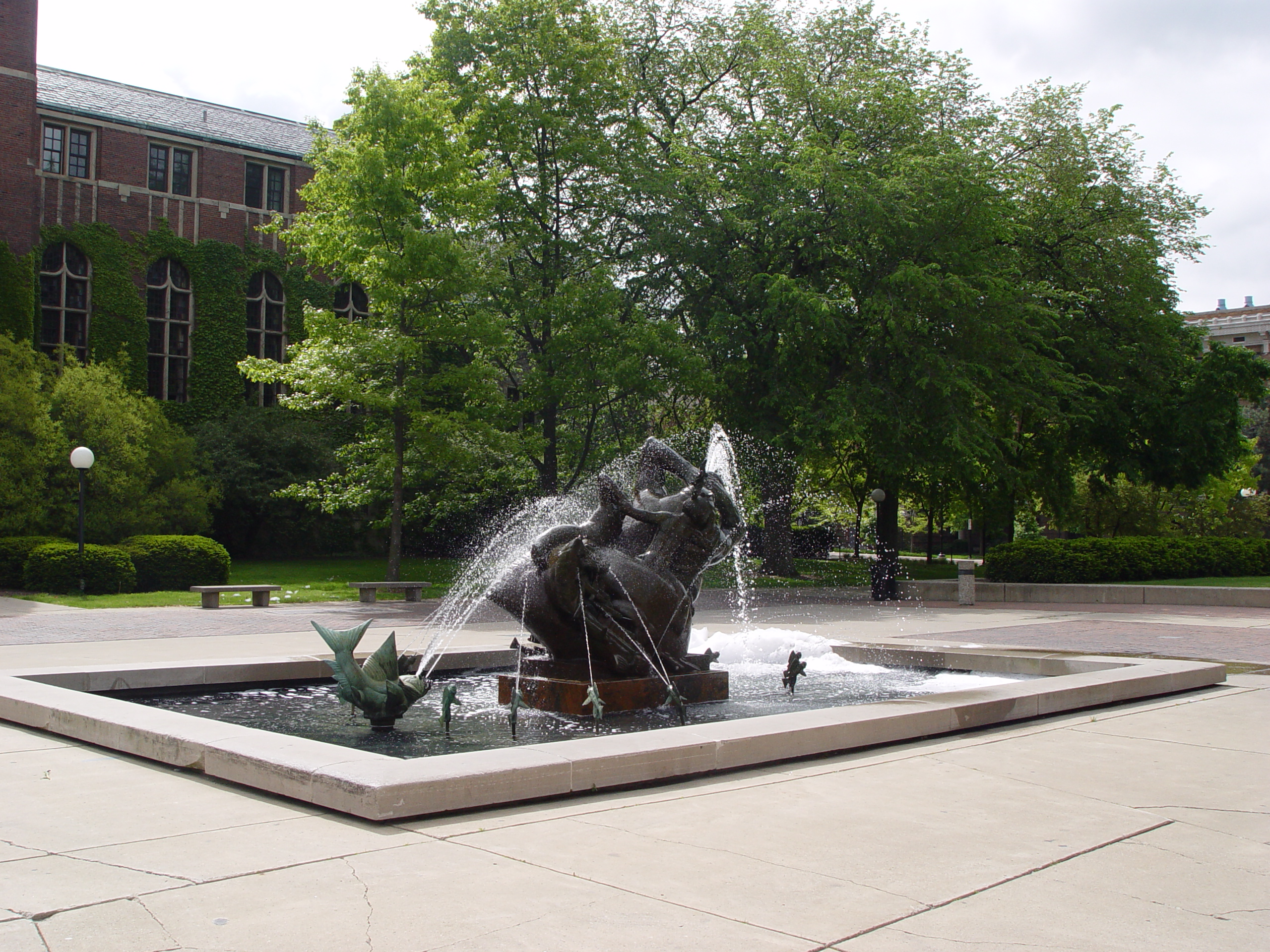
دانشگاه میشیگان University of Michigan
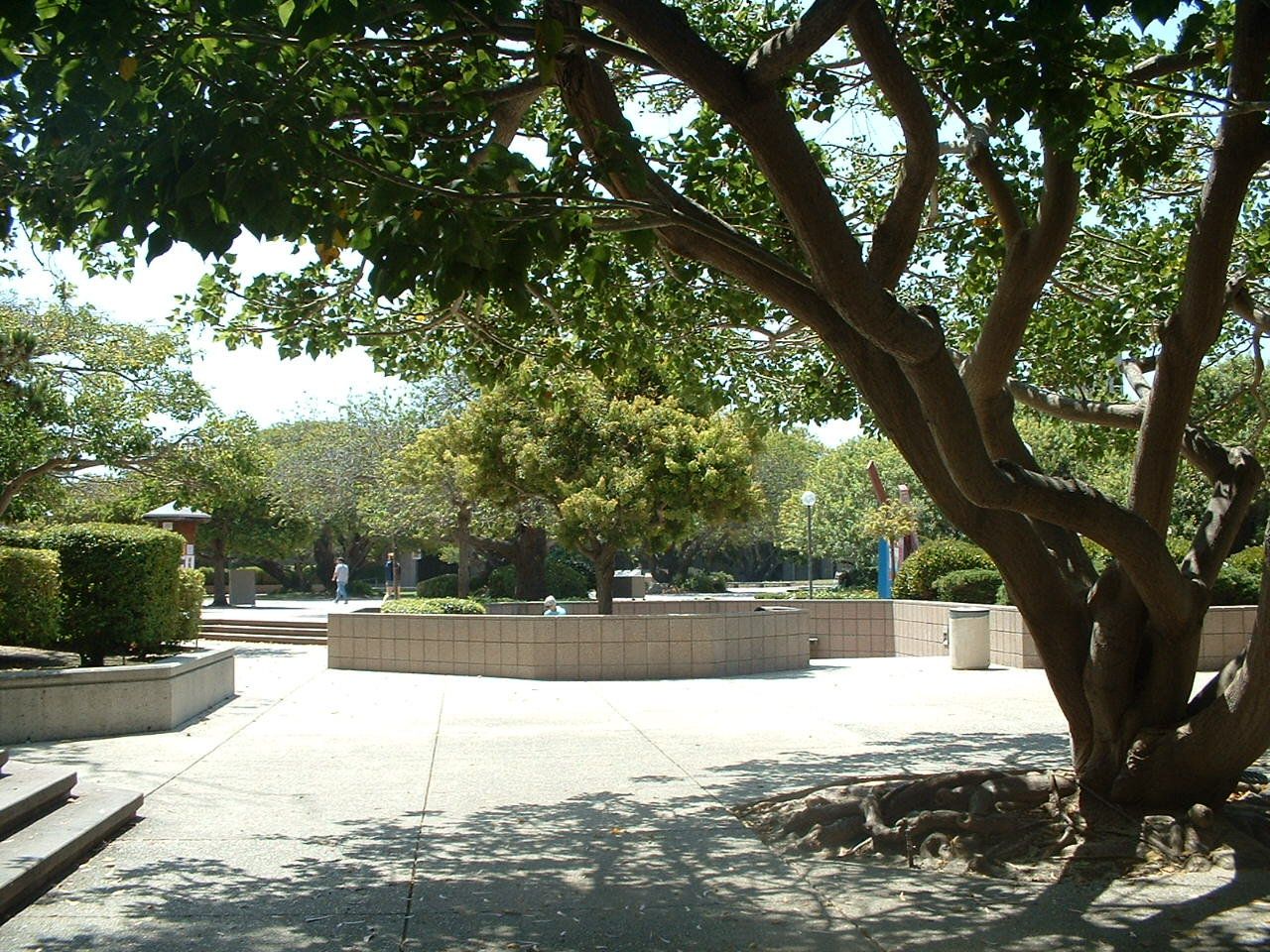
دانشگاه یو سی سانتا باربارا UC Santa Barbara
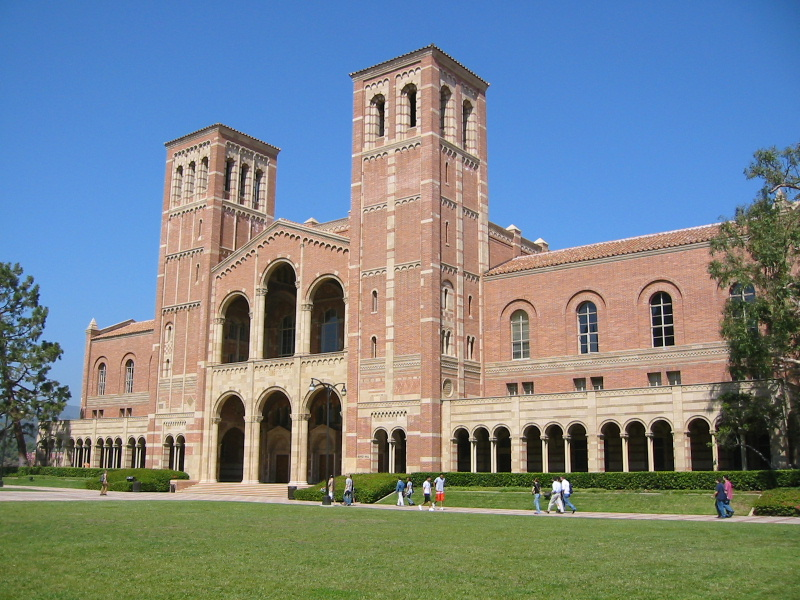
دانشگاه یو سی ال ای UCLA
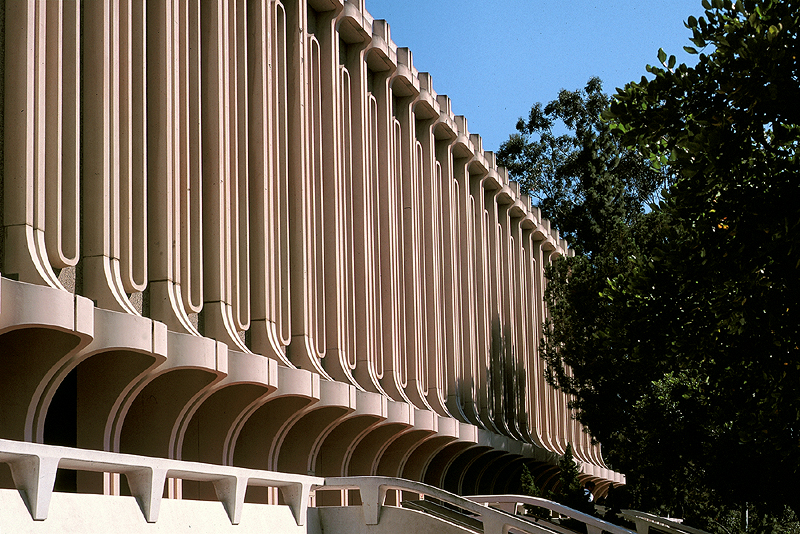
دانشگاه یو سی ایرواین UC Irvine
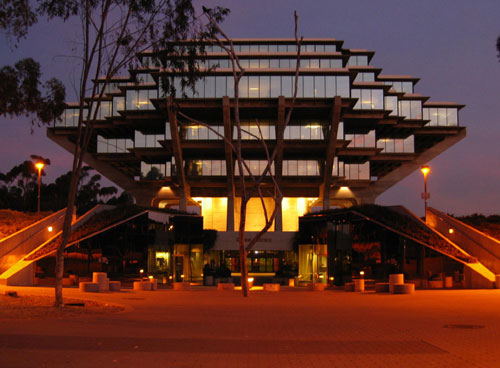
دانشگاه یو سی سن دییگو UC San Diego
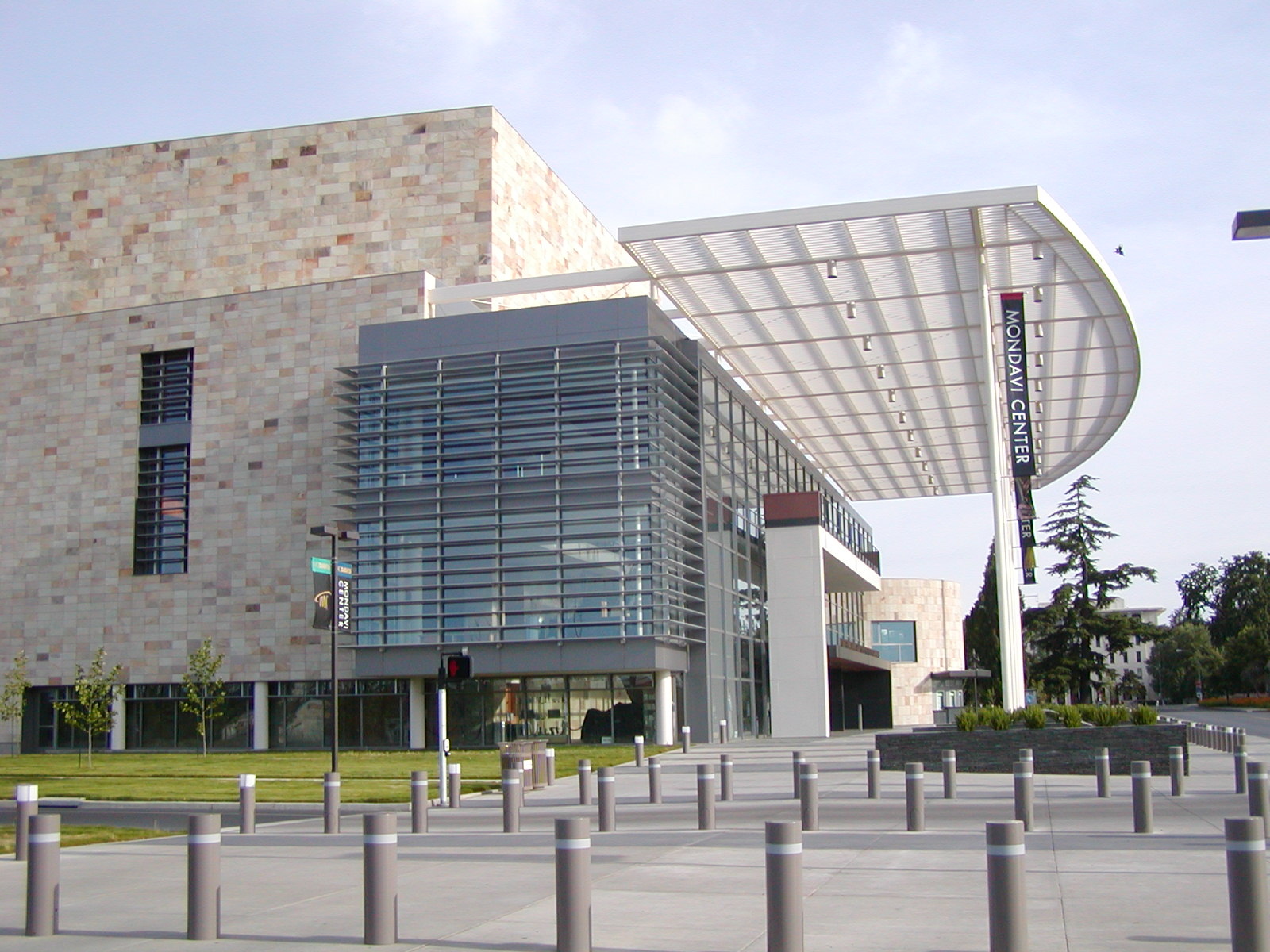
دانشگاه یو سی دیویس UC Davis
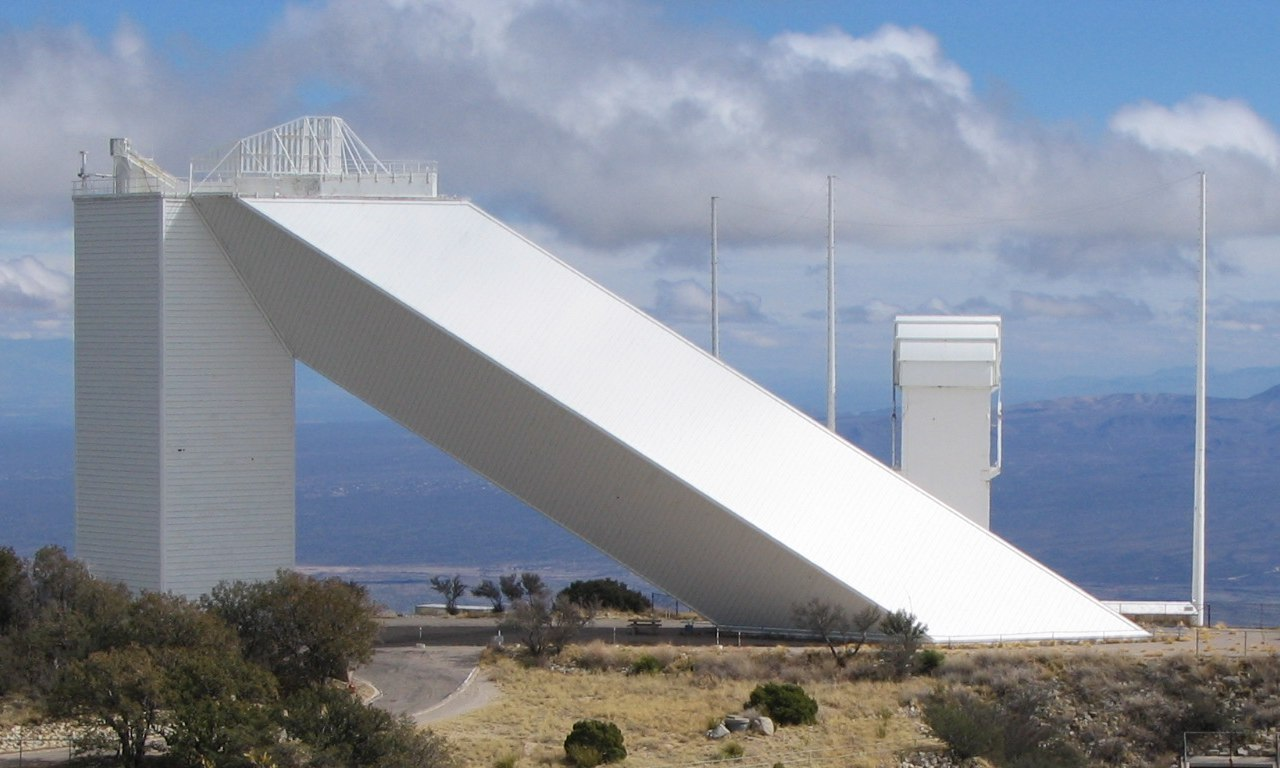
دانشگاه آریزونا University of Arizona
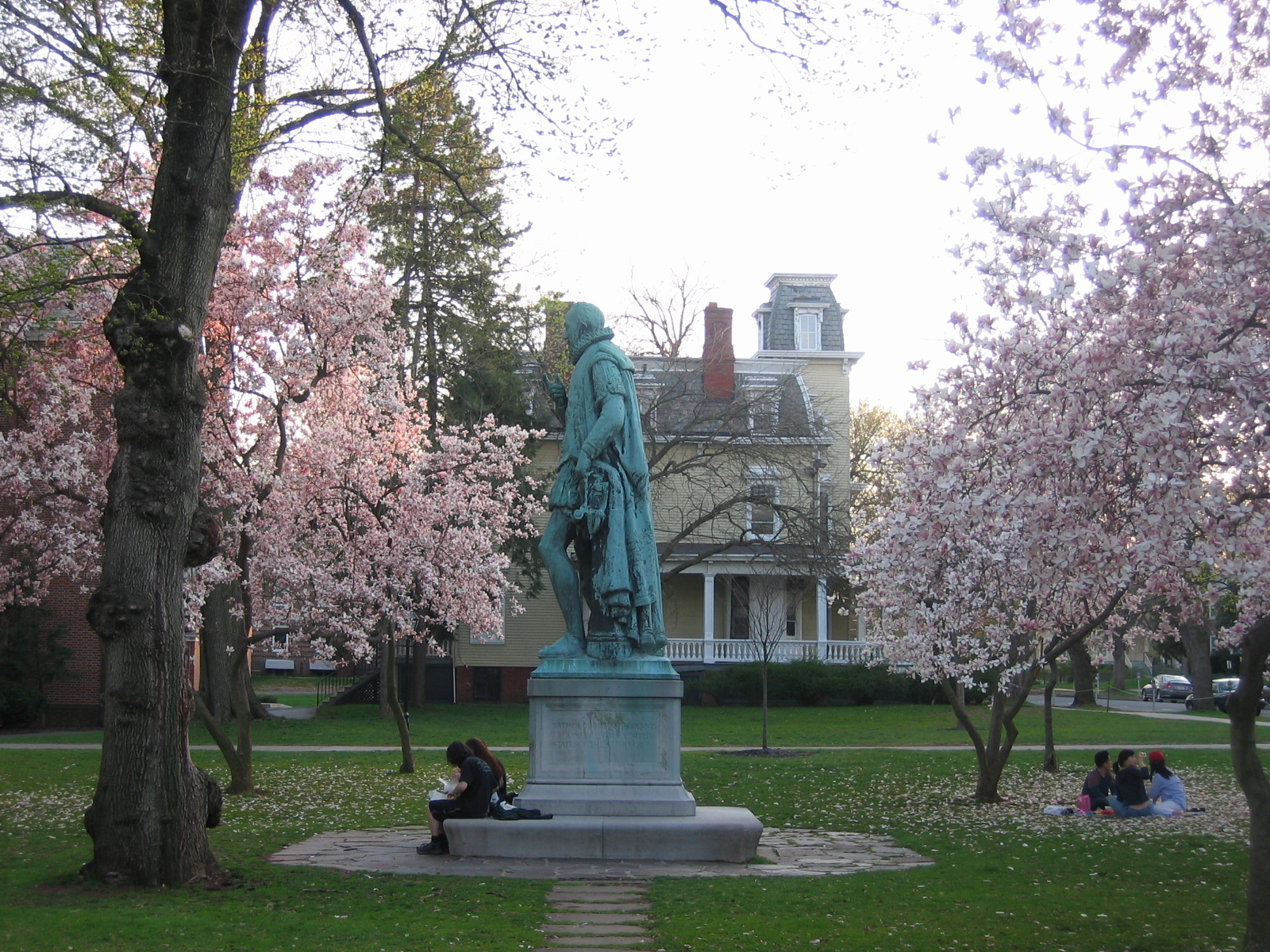
دانشگاه راتگرز Rutgers University
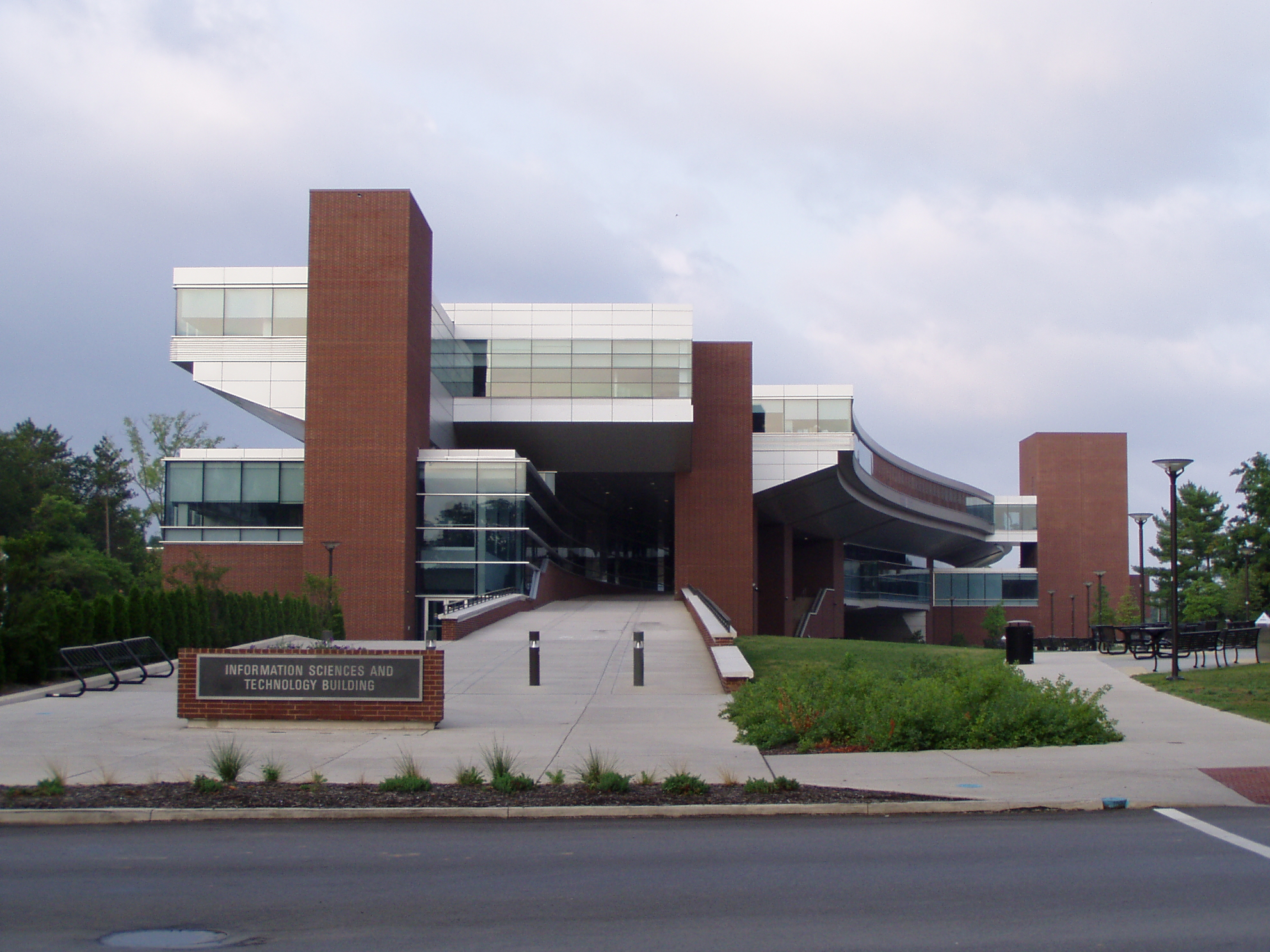
دانشگاه ایالتی پنسیلوانیا Penn State
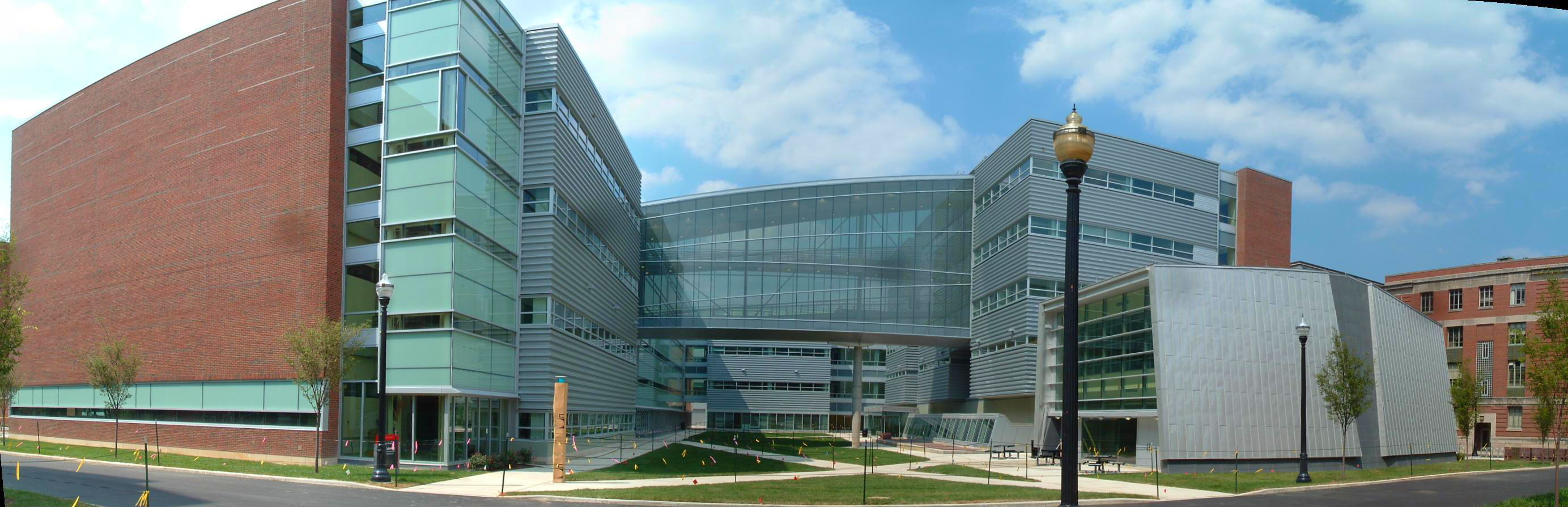
دانشگاه ایالتی اوهایو Ohio State University
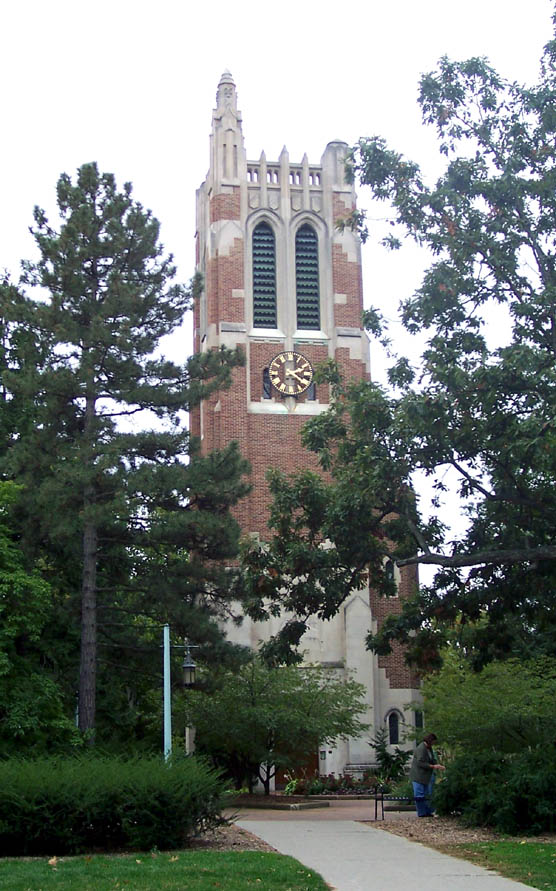
دانشگاه ایالتی میشیگان Michigan State University
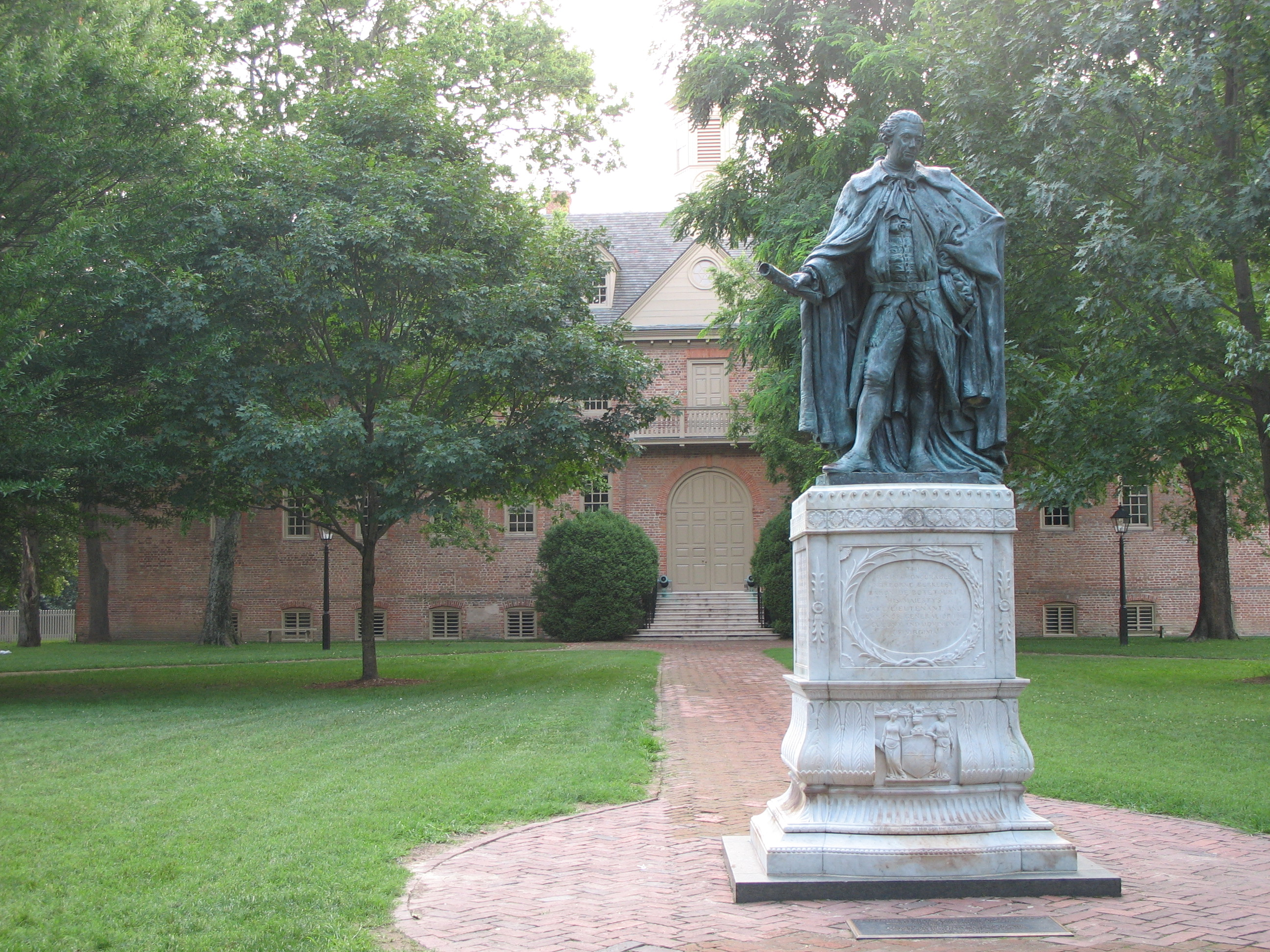
کالج ویلیام اند مری College of William and Mary
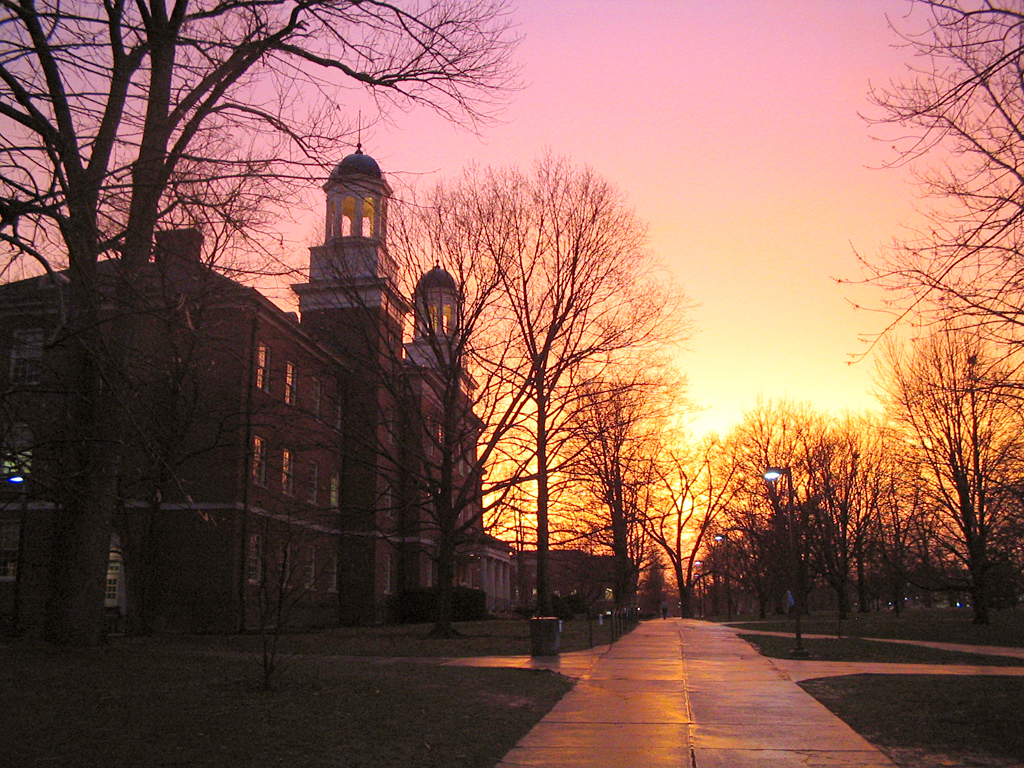
دانشگاه میامی Miami University at Oxford
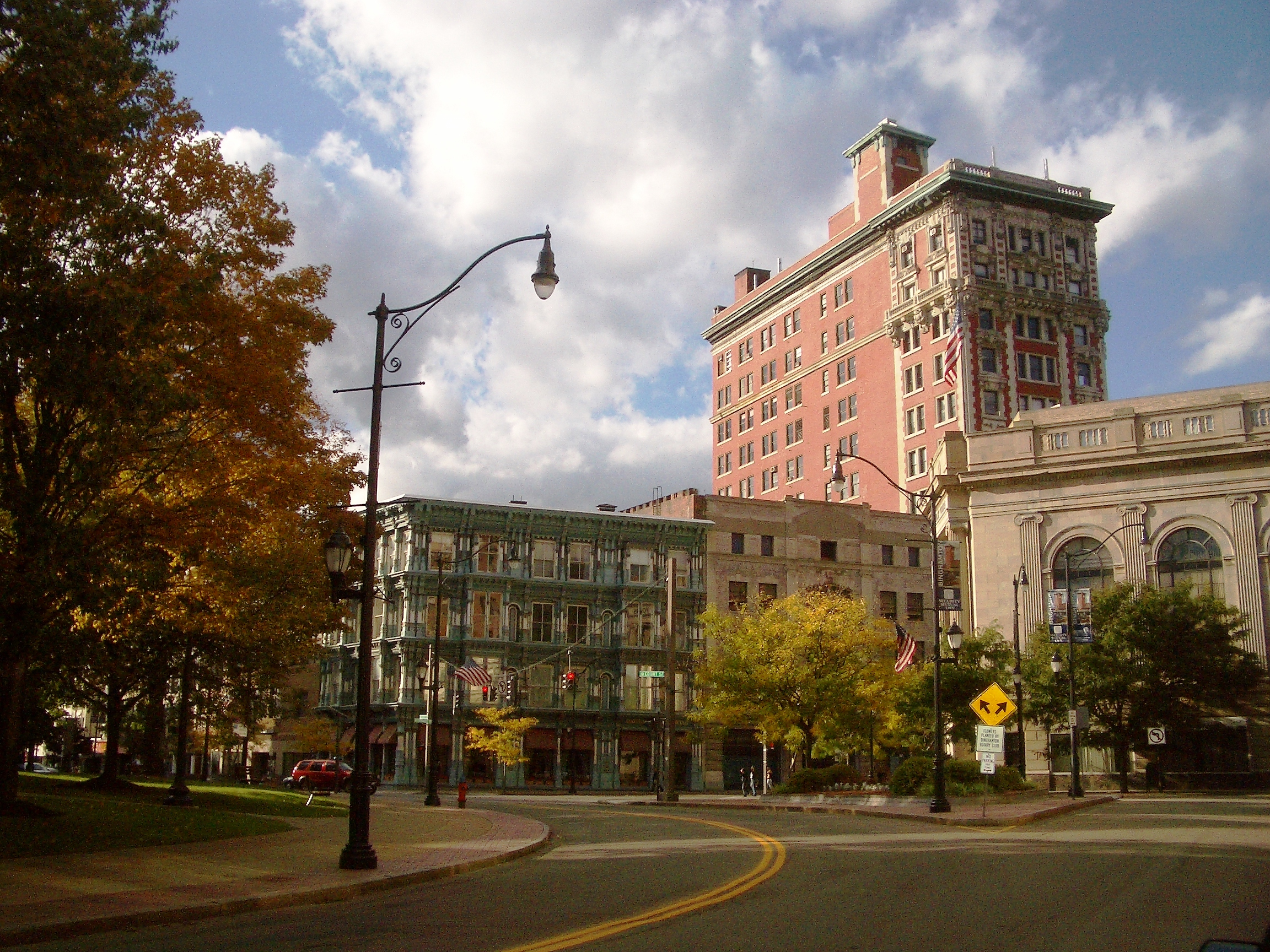
دانشگاه بینگهمتون SUNY
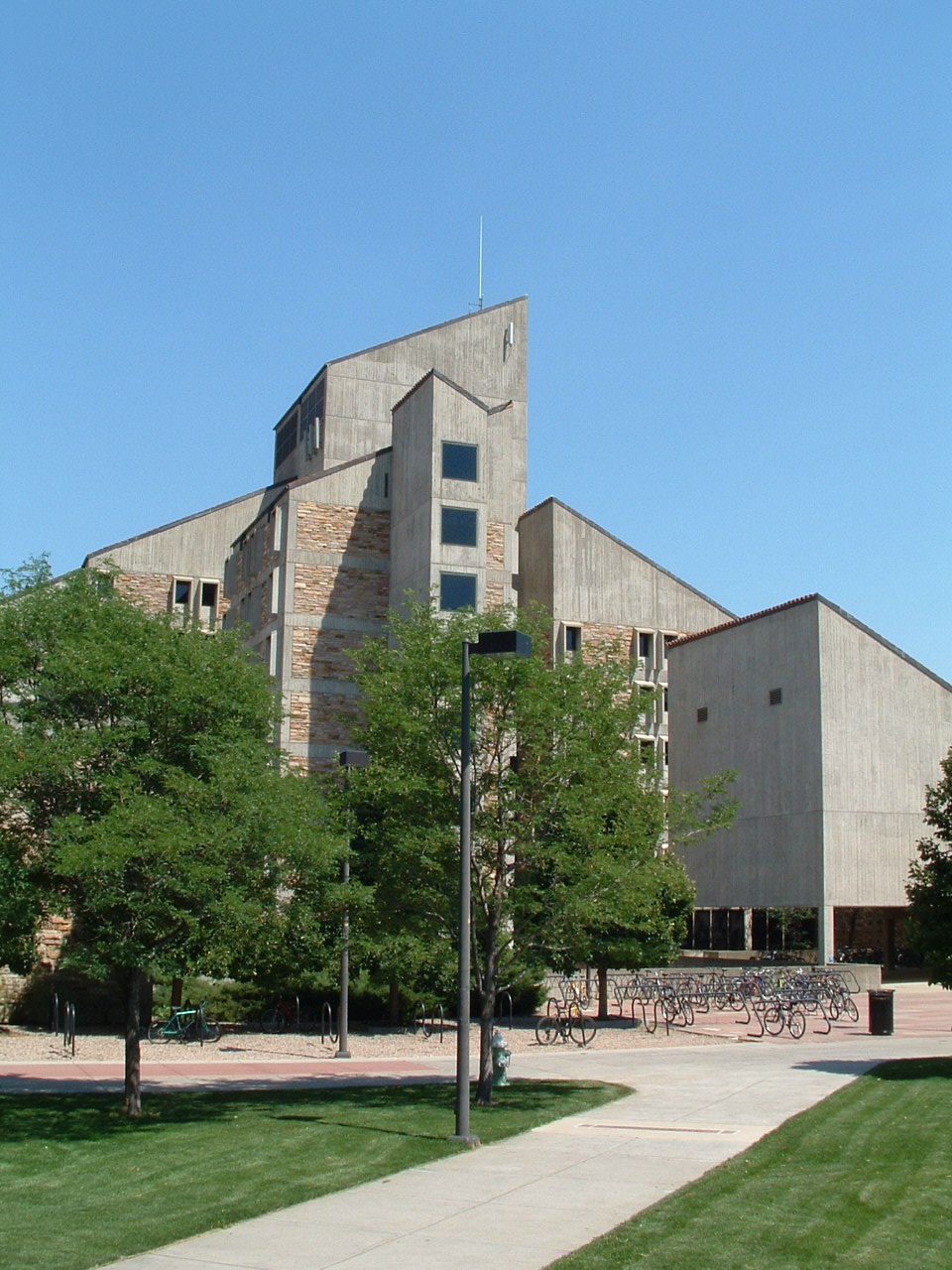
دانشگاه کلرادو بولدر University of Colorado at Boulder
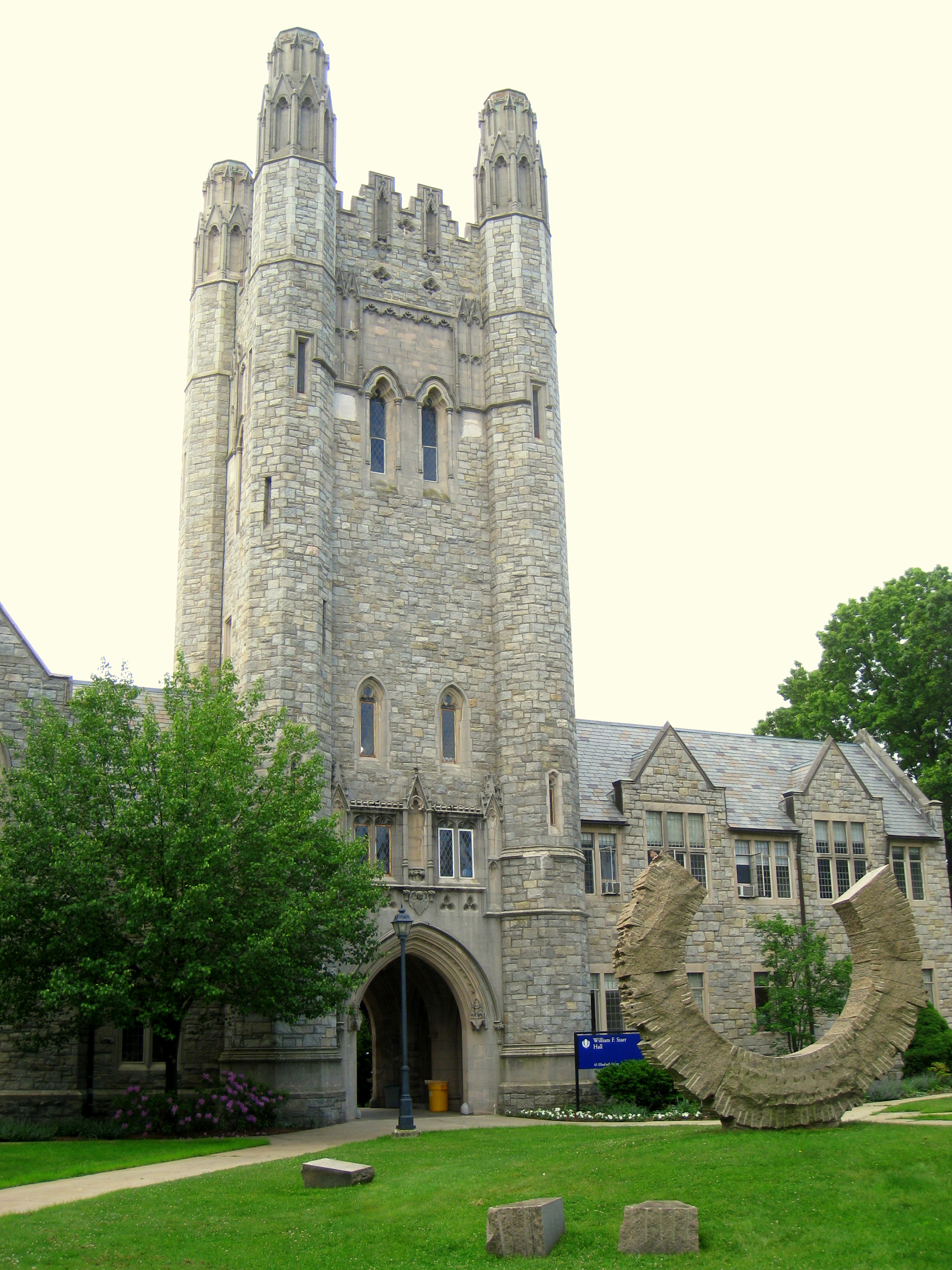
دانشگاه کنتیکت UConn
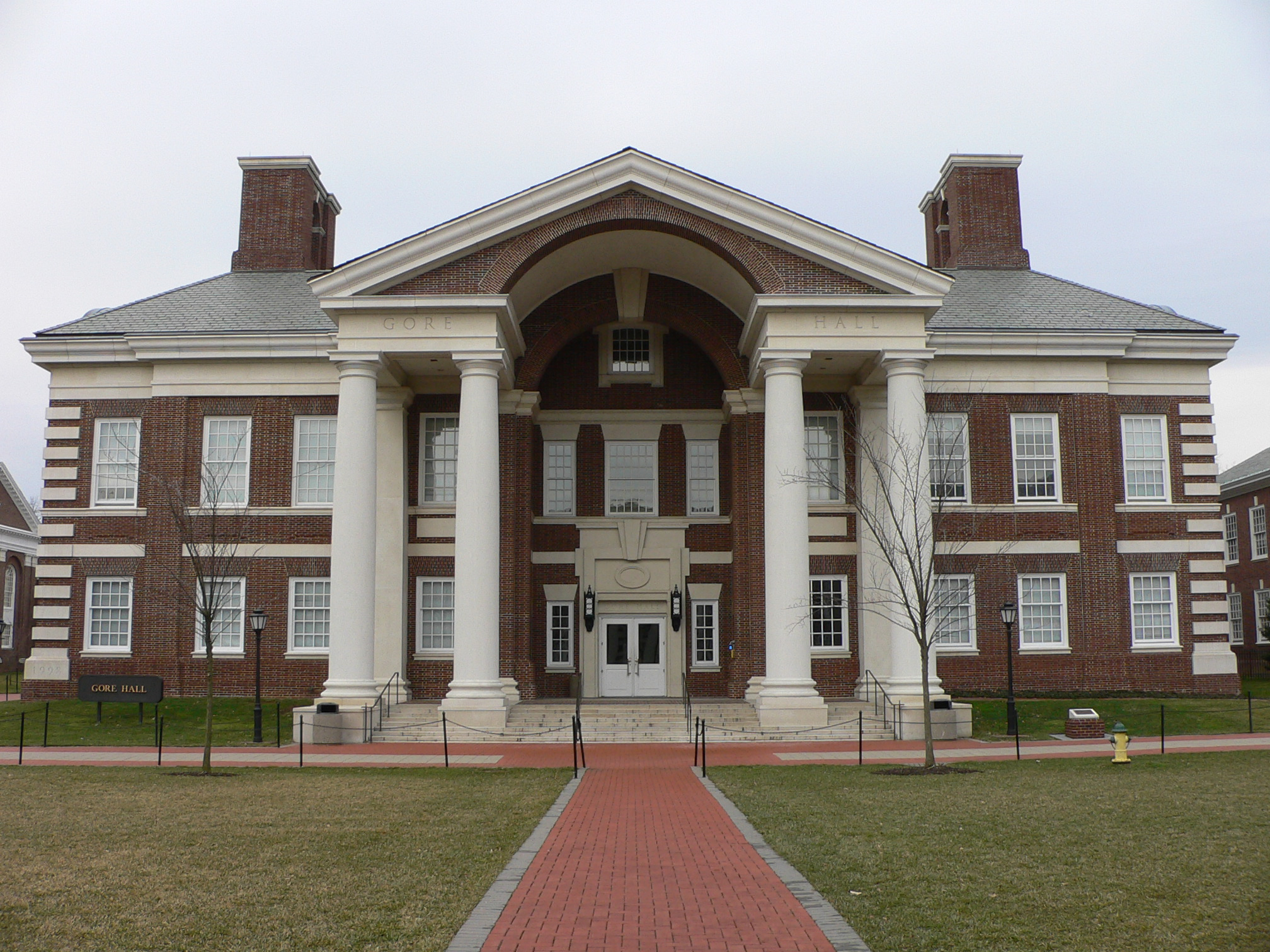
دانشگاه دلاور University of Delaware
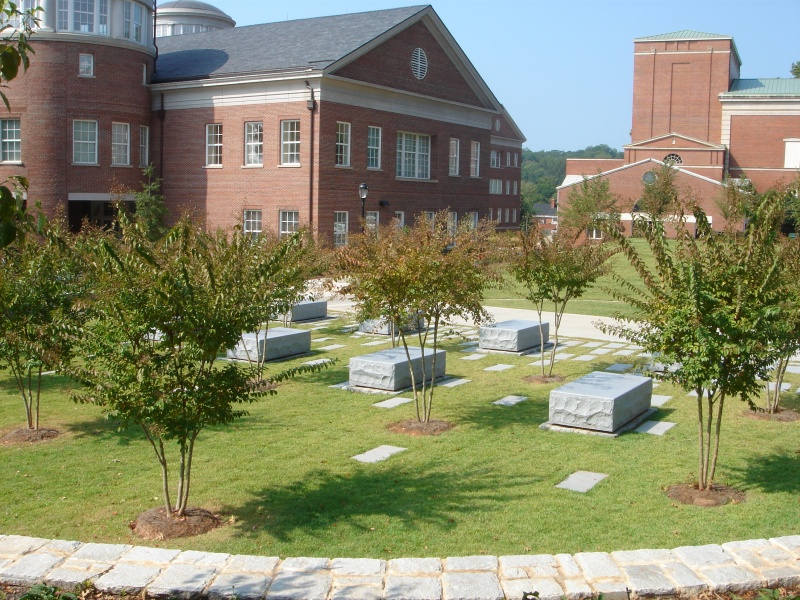
دانشگاه جورجیا University of Georgia
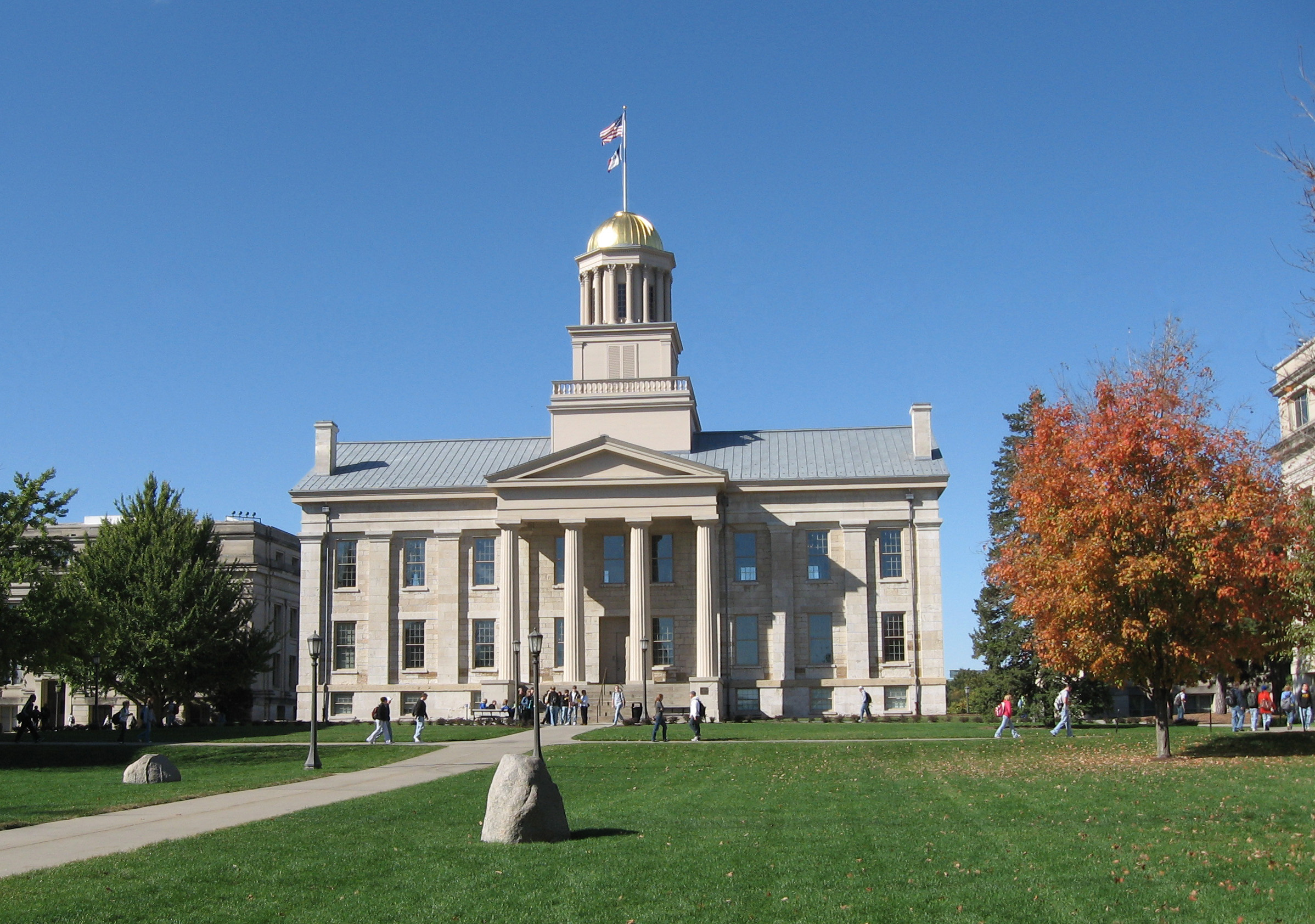
دانشگاه آیووا University of Iowa
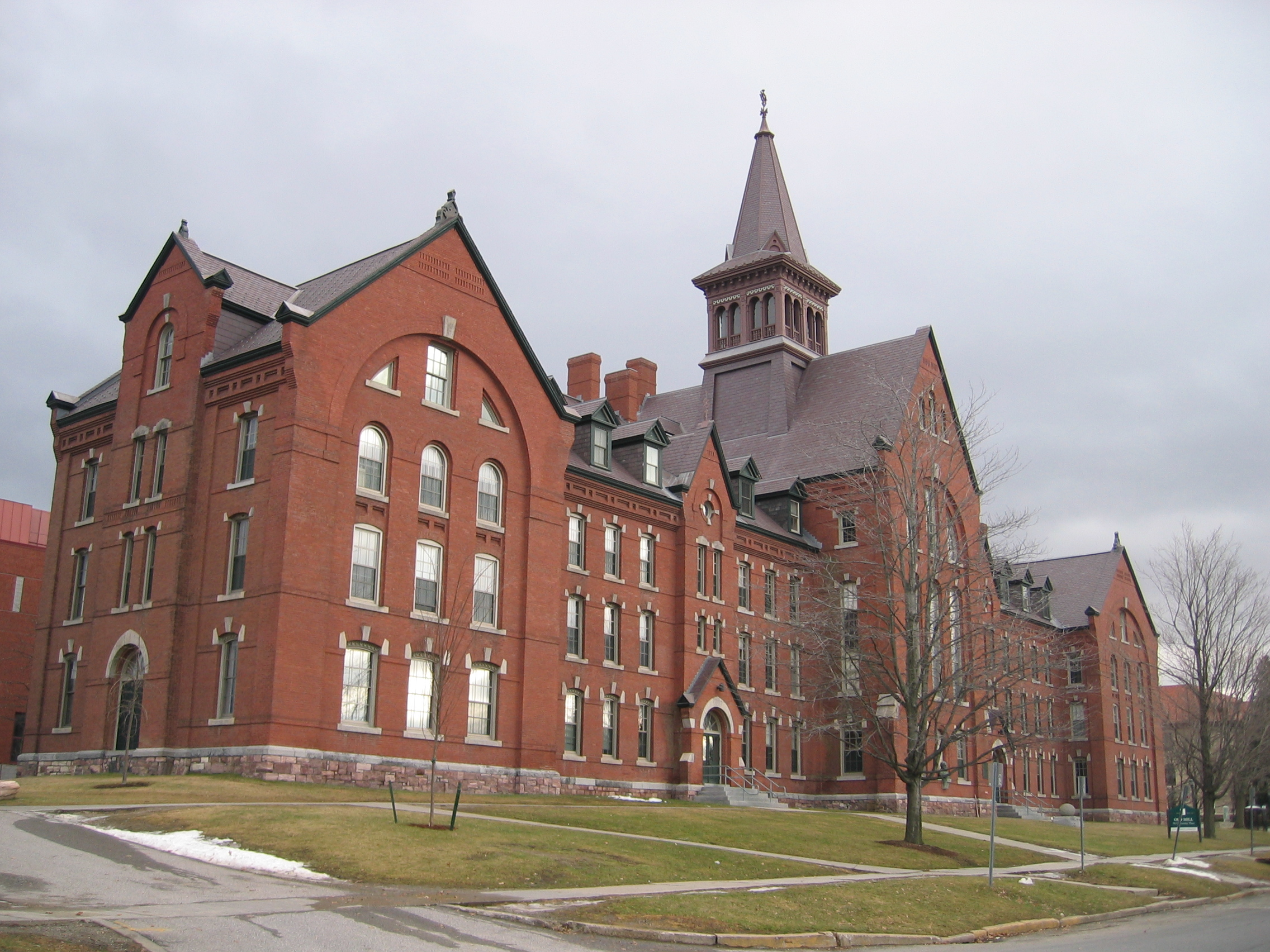
دانشگاه ورمانت
University of Vermont

## پیوند به خارج
- The Public Ivies
- MYTHS AND REALITIES ABOUT "PUBLIC IVIES"